# Ramotswa station/Taung
Ramotswa station/Taung è un villaggio del Botswana situato nel distretto Sudorientale, sottodistretto di South East. Il villaggio, secondo il censimento del 2011, conta 4.250 abitanti.